# Jarod il camaleonte
Jarod il camaleonte (The Pretender) è una serie televisiva d'azione con elementi fantascientifici dell'emittente statunitense NBC andata in onda tra il 1996 e il 2000. In Italia è stata trasmessa in chiaro da Rai 2 e in pay TV da Fox.
Gli episodi seguono le vicende di Jarod, interpretato da Michael Terry Weiss da adulto e da Ryan Merriman durante i flashback, un bambino prodigio che una volta cresciuto aiuta persone in difficoltà.
La serie è stata cancellata dalla NBC nel 2000 dopo 4 stagioni e 86 episodi, ma la storia è proseguita con due film per la televisione realizzati nel 2001.

## Trama
Nel 1963 un bambino prodigio di nome Jarod viene rapito da un istituto segreto che vuole sfruttare le sue capacità per farlo diventare un "simulatore", un genio che può identificarsi e immedesimarsi in qualsiasi persona. Scortato nella struttura che diventerà la sua prigione per più di 30 anni, Il Centro, viene sottoposto a esperimenti e prove che prendono il nome di "simulazioni", il cui scopo è fargli risolvere ipotetiche situazioni di pericolo grazie alle sue capacità fuori dal comune
Nel corso degli anni, Jarod impara concetti di fisica, medicina, psicologia e altre discipline, in modo da poter simulare di volta in volta gli incarichi che gli vengono sottoposti. Anni dopo, sconvolto dalla scoperta che Il Centro gli aveva sempre mentito sulla sorte dei suoi famigliari (facendogli credere che fossero morti), e dall'uso criminale che facevano delle sue capacità, Jarod fugge e inizia a svolgere incarichi diversi con lo scopo di aiutare le altre persone grazie alla sua mente superiore. Sentendosi fortemente responsabile per la distruzione di numerose vite innocenti alla quale ha inconsciamente preso parte mentre veniva sfruttato dal Centro, Jarod ha un senso della giustizia quasi poetico. Di solito cerca di attirare i colpevoli che vuole incastrare in trappole organizzate in modo da far loro credere che moriranno, quando invece sono solo volte a far confessare i crimini da loro commessi.
Essere stato rinchiuso per tanti anni ha impedito a Jarod di conoscere la parte divertente del mondo, in particolare dolciumi, cartoni animati, programmi televisivi, ma anche il Natale, San Valentino, l'amore. Jarod quindi si comporta spesso in modo infantile, rivelandosi come un "bambino nel corpo di un adulto".
La trama segue i pellegrinaggi di Jarod per gli Stati Uniti, ma allo stesso tempo si sposta sempre anche al Centro (situato nell'immaginaria città di Blue Cove, nel Delaware), dove una squadra di tre persone continua a dargli la caccia:
- Sydney, il suo mentore, uno psicologo belga che mantiene ancora i contatti con il fuggitivo;
- Miss Parker, figlia del direttore del Centro, richiamata a lavorare dal padre e costretta a catturare Jarod come moneta di scambio per poter lasciare l'organizzazione;
- Broots, un tecnico informatico che aiuta Miss Parker e Sydney nella ricerca di Jarod.

Col passare degli episodi si viene a scoprire che il Centro ha nascosto molto del passato di Jarod, ma anche di quello di Miss Parker e Sydney. In particolare viene spiegato che Jarod e Parker sono cresciuti insieme e hanno condiviso il grande dolore della perdita dei genitori quando anche Miss Parker ha assistito alla morte di sua madre. Sebbene le sia sempre stato detto che Catherine si era suicidata, Jarod scopre che in realtà la donna è stata uccisa e inizia a seminare indizi per mettere l'amica di infanzia sulla strada della verità. Entrambi sentono la forte necessità di scoprire come il Centro li abbia manipolati per celare la loro vera identità. Sarà proprio questo conflitto interiore che porterà Miss Parker a capire la vera natura del Centro e a volere scoprire tutti i segreti che si nascondono dietro alla morte di sua madre Catherine. Per fare ciò si troverà spesso a dover scegliere fra la necessità di obbedire a suo padre e il desiderio di rendere giustizia a Catherine, seguendo i suggerimenti di Jarod. Col passare del tempo sia Sydney sia Miss Parker divengono sempre meno leali al Centro e iniziano a inseguire non tanto il simulatore, quanto gli indizi che Jarod lascia per permettere loro di scoprire la verità.
Questo "cordone ombelicale" che lega Jarod al suo mentore e alla sua vecchia amica di infanzia è evidente lungo tutti gli episodi. Il legame fra i tre è spesso conflittuale: non si incontrano quasi mai, ma ciò non toglie importanza alle conversazioni telefoniche che Jarod intrattiene tipicamente a fine e inizio episodio, a volte con l'uno, a volte con l'altra.
La serie sottolinea molto i legami familiari, soprattutto quando descrive le perdite dei personaggi:
- Jarod è stato sottratto alla famiglia: la ricerca disperata dei suoi genitori e la scoperta di avere anche dei fratelli è uno degli elementi fondamentali della serie;
- Sydney ha un fratello gemello in stato catatonico, più tardi scoprirà anche di avere un figlio di cui non conosceva l'esistenza;
- Miss Parker ha perso la madre quando era ancora una bambina, credendo per decenni che si fosse suicidata.

Altri personaggi sono stati inseriti nel corso delle stagioni:
- il Dottor Raines, un uomo senza scrupoli che ha sempre eseguito pratiche mediche non ortodosse sui propri pazienti;
- Angelo, altro ragazzo prodigio rinchiuso al Centro insieme a Jarod e diventato un "empatico" dopo essere stato sottoposto all'elettroshock dal Dr. Raines;
- Lyle, folle criminale che si mette sulla strada di Miss Parker nel tentativo di prendere il potere al Centro e che più tardi si scopre essere suo fratello gemello;
- il Signor Parker, padre di Miss Parker e Lyle e direttore del Centro, uomo ambiguo e spietato ma dai modi eleganti e signorili;
- Brigitte, sicaria del Centro detestata particolarmente da Miss Parker.

## Episodi
| Stagione         | Episodi | Prima TV USA | Prima TV Italia |
| ---------------- | ------- | ------------ | --------------- |
| Prima stagione   | 22      | 1996-1997    | 1998-1999       |
| Seconda stagione | 22      | 1997-1998    | 1999            |
| Terza stagione   | 22      | 1998-1999    | 2000            |
| Quarta stagione  | 20      | 1999-2000    | 2002            |

## Personaggi e interpreti

### Personaggi principali
- Jarod, interpretato da Michael T. Weiss (da adulto) e da Ryan Merriman (da giovane).
- Miss Parker, interpretata da Andrea Parker (da adulta) e da Ashley Peldon (da giovane).
- Sydney, interpretato da Patrick Bauchau (da adulto) e da Alex Wexo (da giovane).
- Broots, interpretato da Jon Gries (nonostante Broots appaia fin dalla seconda puntata del telefilm, Jon Gries venne accreditato come guest star per oltre 60 episodi prima di essere riconosciuto come personaggio principale).
- William Raines, interpretato da Richard Marcus.
- Mr. Lyle, interpretato da James Denton.
- Mr. Parker, interpretato da Harve Presnell.
- Angelo/Timmy, interpretato da Paul Dillon (da adulto) e da Jake Lloyd (da giovane).
- Brigitte Parker, interpretata da Pamela Gidley.

Molti dei personaggi principali hanno solamente un cognome o un nome di battesimo. Non si viene mai a conoscenza del vero cognome di Jarod e nemmeno dei nomi di battesimo di Broots, Raines e di due dei personaggi appartenenti alla famiglia Parker (Miss Parker, e il Signor Parker).

### Personaggi secondari
- Catherine Parker, interpretata da Andrea Parker.
È la madre di Miss Parker, Mr. Lyle ed Ethan. All'inizio della serie viene rivelato che la donna si uccide in un ascensore del Centro. In seguito, grazie alle indagini svolte da Jarod, Miss Parker, Sydney e Broots, si scoprirà che essa finse solo la sua morte e che venne impregnata con il seme del Maggiore Charles per creare un bambino con il suo "senso interiore" e le capacità speciali di Jarod (Ethan).[1] Dopo il parto, venne uccisa dal signor Raines e successivamente cremata.[1]
- Jacob, interpretato da Patrick Bauchau.
È il fratello gemello di Sydney, rimasto in coma a seguito di un incidente d'auto.[2] Conosce molti segreti sul Centro ed è per questo che il signor Raines lo vuole morto. Jacob riprenderà conoscenza nella seconda stagione e scriverà su un pezzo di carta la parola "Gene" ma, prima di dire a Sydney di cosa si tratta, spira.[3]
- Margaret, interpretata da Kim Myers.
È la madre di Jarod. Compare nell'ultimo episodio della prima stagione e, successivamente, nel secondo film L'isola fantasma. Non si sa molto su di lei, eccetto che conosceva Catherine Parker.
- Thomas Gates, interpretato da Jason Brooks.
È un carpentiere. Incontra Miss Parker a un distributore di benzina e da quel momento i due iniziano ad avere una relazione. Thomas riuscirà persino a convincere Miss Parker a lasciare il Centro per trasferirsi nell'Oregon[4], ma prima della loro partenza viene ucciso dal Centro[5] nella persona di Brigitte, come si scoprirà successivamente.[6]
- Mr. Cox, interpretato da Lenny von Dohlen.
- Maggiore Charles, interpretato da George Lazenby.
- Kyle, interpretato da Jeffrey Donovan.
È il fratello di Jarod. Entrambi vennero rinchiusi da piccoli nel Centro senza sapere nulla della loro parentela. Kyle, però, viene affidato al Signor Raines che, invece di sviluppare le capacità del ragazzo, lo tramuta in un perfetto assassino. In seguito Kyle fugge dal Centro, si ritrova con Jarod e scopre di essere suo fratello. Tuttavia il loro incontro è breve, in quanto Kyle rimane apparentemente ucciso in un'esplosione.[7] Kyle riapparirà anche nella seconda stagione, dove si incontra nuovamente con Jarod. In questa occasione viene ucciso da un colpo di pistola di Lyle perché si trova a fare da scudo al fratello.[8]
- Ethan Clausen/Mirage, interpretato da Tyler Christopher.
È fratello di Jarod e di Miss Parker. Ethan è nato da un esperimento su Catherine Parker, la quale era stata impregnata con il sangue del Maggiore Charles per creare un simulatore con le capacità di Jarod e il "senso interiore" della donna.[1] Ethan compare anche nel primo film, Il Camaleonte assassino, dove aiuta Jarod contro il camaleonte Alex.
- Sam lo Spazzino, interpretato da Sam Ayers.
- Willie lo Spazzino, interpretato da Willie Gault.

## Produzione
Il personaggio di Jarod è ispirato a un "simulatore" esistito davvero, Ferdinand Waldo Demara, un genio che aveva una memoria eidetica e che poteva apprendere qualsiasi abilità semplicemente leggendo un libro al riguardo. Dopo aver esercitato svariate professioni, la sua carriera terminò quando l'FBI lo arrestò per aver effettuato un'operazione a cuore aperto senza aver conseguito alcuna laurea.
L'edificio utilizzato come base per Il Centro è in realtà un impianto per il trattamento dell'acqua che si trova a Toronto, in Canada.

## Crossover conProfiler
Michael T. Weiss ha interpretato il personaggio di Jarod anche in tre episodi della serie tv Profiler - Intuizioni mortali, nel corso di cross-over promossi dalla NBC. Nella terza stagione la prima parte di una storia del 19º episodio (titolo originale episodio: End Game) di Jarod Il Camaleonte trova conclusione nel 20º episodio (titolo originale: Grand Master) della terza stagione di Profiler. Nella quarta stagione la prima parte del 10º episodio (Spin Doctor) di Jarod il camaleonte trova seguito nel 10º episodio (Clean Sweep) della quarta stagione di Profiler. Nei cross-over compaiono anche i due principali personaggi della serie Profiler. Al termine dell'episodio di Profiler Jarod scompare tra lo stupore della protagonista. Jarod riappare anche nella puntata 18 (La pianista) della quarta stagione di Profiler, questa volta con una trama a sé stante.

## Film televisivi
Dopo la sua cancellazione la serie è stata trasmessa in syndication dal Turner Network Television. Due film per la televisione, Il camaleonte assassino (The Pretender 2001) e L'isola del fantasma (The Pretender: Island Of The Haunted), sono stati poi trasmessi nel corso del 2001, in gran parte grazie alla massiccia campagna email promossa da fan di tutto il mondo. Inizialmente era previsto anche un terzo film che però non è mai entrato in produzione con grande sconforto per gli appassionati desiderosi di veder risolti gli ultimi enigmi rimasti. I creatori della serie, Steven Long Mitchell e Craig W. Van Sickle, hanno affermato in una intervista sull'edizione francese dei DVD che avrebbero già scritto una trama conclusiva e che la porteranno sugli schermi non appena riusciranno a trovare nuovi finanziamenti per la produzione.
Nel settembre 2007 gli stessi creatori dichiararono in un'intervista, rilasciata a Slice of SciFi, di aver intenzione di continuare presto la storia in via digitale sul web, e di pazientare perché hanno aperto delle trattative con la Strange Highway.
L'8 luglio 2013 i creatori di Jarod Il Camaleonte Steven Long Mitchell e Craig W. Van Sickle hanno annunciato attraverso la loro nuova pagina di Facebook che il telefilm sarebbe rinato e avrebbero spiegato ai fan di tutto il mondo sotto quale forma il 19 luglio seguente. In tale data Steve e Craig hanno annunciato che porteranno di nuovo in vita la serie in diverse modalità: per prima cosa con dei romanzi, poi dei graphic novels e infine, se possibile, con mini-serie e film, come affermato nell'intervista rilasciata dai due stessi autori.
Il 19 settembre i due autori hanno lanciato il loro nuovo sito ufficiale The Pretender Lives  e hanno annunciato la data di uscita del primo romanzo, Rebirth, annunciato come disponibile su Amazon in formato eBook e paperback dal 7 ottobre 2013, per il momento solo in lingua inglese.

## Edizioni home video
La 20th Century Fox ha distribuito tutte e quattro le stagioni in DVD tra il 2005 e il 2006, mentre nel 2007 ha distribuito anche i due film televisivi.

## Premi e riconoscimenti
FAITA Award
- Migliore guest star maschile in una serie televisiva drammatica a Tyler Christopher (2001)

Young Artist Awards
- Miglior giovane guest star maschile in una serie televisiva drammatica a Seth Adkins (1999)
- Miglior giovane attore non protagonista in una serie televisiva drammatica a Ryan Merriman (1998-1999)